# 豊国文字
豊国文字（とよくにもじ）は、『上記』（うえつふみ）等に用いられている神代文字の一種。神宮文字と呼ぶ事もある。

## 特徴
「古体象字」と「新体象字」の2種類が存在し、いずれも日本語の五十音に対応している。古体象字は象形文字であり、新体象字はカタカナに似た形をしており、濁音を表す「濁り字」もある。ほかに「添字」が存在する。
現在では一般に支持されていないが、これらのうち特に新体象字についてはカタカナと同じ形の文字が見られるため、カタカナの起源とする説もある。

## 資料
豊後国（現在の大分県）府内の国学者である幸松葉枝尺（さちまつはえさか）が、1831年（天保2年）に入手した文書である『上記』において、この文字が用いられている。『上記』の序文には1223年（貞応2年）に編纂されたとある。
しかし平田篤胤が1811年（文化8年）に著した『古史成文』の影響が見られることなどから、実際には江戸期の作であると考えられている。なお平田は1819年（文政2年）に神代文字の研究書である『神字日文伝』を著したが、同書に豊国文字は採録されていない。
『竹内文書』では神々や天皇の名を記す際に豊国文字が用いられている。このうち古体象字は「像形仮名字」（ぞうかたかなじ）または「越文字」と称され、新体象字は「天日草形字」（あひるくさかたじ）と呼ばれる。『九鬼文書』（くかみもんじょ）にも豊国文字が見られ、このうち古体象字は「形態文字」、新体象字は「改態文字」と称される。『富士宮下文書』では豊国文字に似た絵文字である「阿祖山文字」が記されている。
教部省の役人で、「上記」を翻訳した吉良義風は「上記鈔訳」の中で幾つかの使用例を挙げている。
1. 尾平鉱山の石碑
豊後国大野郡（現在の大分県豊後大野市緒方町尾平鉱山）にある尾平鉱山にある石碑に刻まれた文字。金山彦神を祀ったもので、昔から、穴を掘ろうとする日の前日にこの石を訪れて開業の良否を占う習慣が伝わっていたという。
2. 臼杵城跡石垣の文字
豊後国北海部郡臼杵（現在の大分県臼杵市）にある臼杵城の石垣に彫られた文字。本丸と二の丸を繋ぐ門と大手のあった場所の石垣にある。この城は永禄5年（1562年）に作られている事から、少なくともその時代には存在した証拠とされる。
3. 天岩戸神社の蓋石の文字
宮崎県西臼杵郡高千穂町の天岩戸神社には、豊国文字の記された蓋石が存在した。1956年（昭和31年）の7月に東京から学術調査団が宮崎に来た時に、ある新聞がこの石を「後世の偽作」と報道した為、地元の人々によって粉砕されて近くの川底に沈められてしまったという。
4. 坂谷神社の石窟文字
因幡国岩井郡栗谷村（現在の鳥取県鳥取市福部町栗谷）にある坂谷神社の境内に石壁に書かれた文字。新体字で書かれている。

大分県国東市には、豊国文字の碑文を記した巨石が現存する。内容は焼畑農業の勧めを記したものとされる。
また三角寛は、サンカが豊国文字の特に古体象字に似た「サンカ文字」を暗号として用いたと主張している。